# 挽巴功河
挽巴功河，是泰国东部的一条河流，发源于山甘烹山脈南側的龐斯達國家公園:22，总体呈东北西南流向，最终在差春骚府注入泰国湾。